# Kálmán Csathó
Kálmán Csathó (Budapest, 13 ottobre 1881 – Budapest, 14 febbraio 1964) è stato uno scrittore, commediografo e regista teatrale ungherese.

## Biografia
Csathó effettuò gli studi giuridici, dopo di che svolse alcuni viaggi di studio a Berlino e a Parigi, finché nel 1909 si avvicinò al mondo artistico collaborando con il Teatro Nazionale di Budapest con il ruolo di regista.
Successivamente assunse la direzione del Teatro Nazionale, oltre che quella di altri teatri di Budapest.
Come scrittore si caratterizzò per uno stile semplice e gustoso, per il racconto di storie a lieto fine evitando così le grandi problematiche della vita e della società.
I suoi protagonisti, sia nei romanzi sia sulla scena, appartengono o alla piccola nobiltà decaduta, la cosiddetta gentry, che trova una collocazione nella carriera amministrativa statale, oppure alla media borghesia ugualmente conservatrice, boriosa e fatua.
I suoi romanzi e i suoi drammi sono ambientati principalmente in provincia e da ciò egli traeva l'opportunità di descrivere la vita rurale spensierata ed apparentemente più sana, ma un po' vuota e non priva di peccatucci e di intrighi.
Più interessanti si dimostrarono le sue opere narrative e teatrali che s'ispirano alla satira anche se per il suo carattere bonario ed adenottico, in cui segue l'influenza di Kálmán Mikszáth, non sempre riesce ad approfondire la tragicità delle figure e delle situazioni storiche.
Per queste sue caratteristiche pacate e corrispondenti al gusto del pubblico, Csathó fu, assieme a Ferenc Herczeg, uno degli scrittori e commediografi più popolari nel periodo intercorrente fra le due guerre.
Di alcuni suoi romanzi esistono traduzioni anche in italiano, come per esempio Un corvo sull'orologio della torre (Varjú a toronyórán, 1916); Ora sorge il sole (Most kél a nap, 1918); Pensa solo alla tua pipa, Ladányi! (Te csak pipálj Ladányi, 1929); Mio amico Valentino (Barátom Bálint, 1938); Albero genealogico (Családfa, 1940); Quando gli orologi iniziano a suonare (1941); Prima classe (1945); Blanche, la parente povera (1948); mentre le sue commedie Il nuovo parente (Az új rokon, 1923); I matrimoni si concludono nel cielo (Házasságok az égben köttetnek, 1925); Mia figlia non è così (Az én lányom nem olyan, 1936), ebbero un buon successo anche sulle scene italiane. In tutte queste opere disegnò le figure della vita provinciale ungherese con fine psicologia e senso umoristico.
Nel Da una primavera all'altra (Tavasztól tavaszig, 1962) descrisse i suoi ricordi e le sue esperienze di cacciatore.

## Opere

### Romanzi
- Un corvo sull'orologio della torre (Varjú a toronyórán, 1916);
- Ora sorge il sole (Most kél a nap, 1918);
- Pensa solo alla tua pipa, Ladányi! (Te csak pipálj Ladányi, 1929);
- Mio amico Valentino (Barátom Bálint, 1938);
- Albero genealogico (Családfa, 1940);
- Quando gli orologi iniziano a suonare (1941);
- Prima classe (1945);
- Blanche, la parente povera (1948);
- Da una primavera all'altra (Tavasztól tavaszig, 1962).

### Commedie
- Il nuovo parente (Az új rokon, 1923);
- I matrimoni si concludono nel cielo (Házasságok az égben köttetnek, 1925);
- Mia figlia non è così (Az én lányom nem olyan, 1936).